# Lê Huỳnh Châu
Lê Huỳnh Châu (sinh 1987) là một vận động viên Taekwondo dại diện Việt Nam tại Thế vận hội Mùa hè 2012  trong hạng dưới 58 kg. Anh đoạt huy chương đồng trong giải vô địch Taekwondo Á châu năm 2012 và huy chương bạc tại SEA Games năm 2009.